# Ericrypsina chorodoxa
Ericrypsina chorodoxa là một loài bướm đêm thuộc họ Oecophoridae. Nó được tìm thấy ở New South Wales, Queensland và Victoria.
Sải cánh dài khoảng 30 mm. Adults have grey hoặc brown forewings, each with vague rows of black spots.

## Hình ảnh

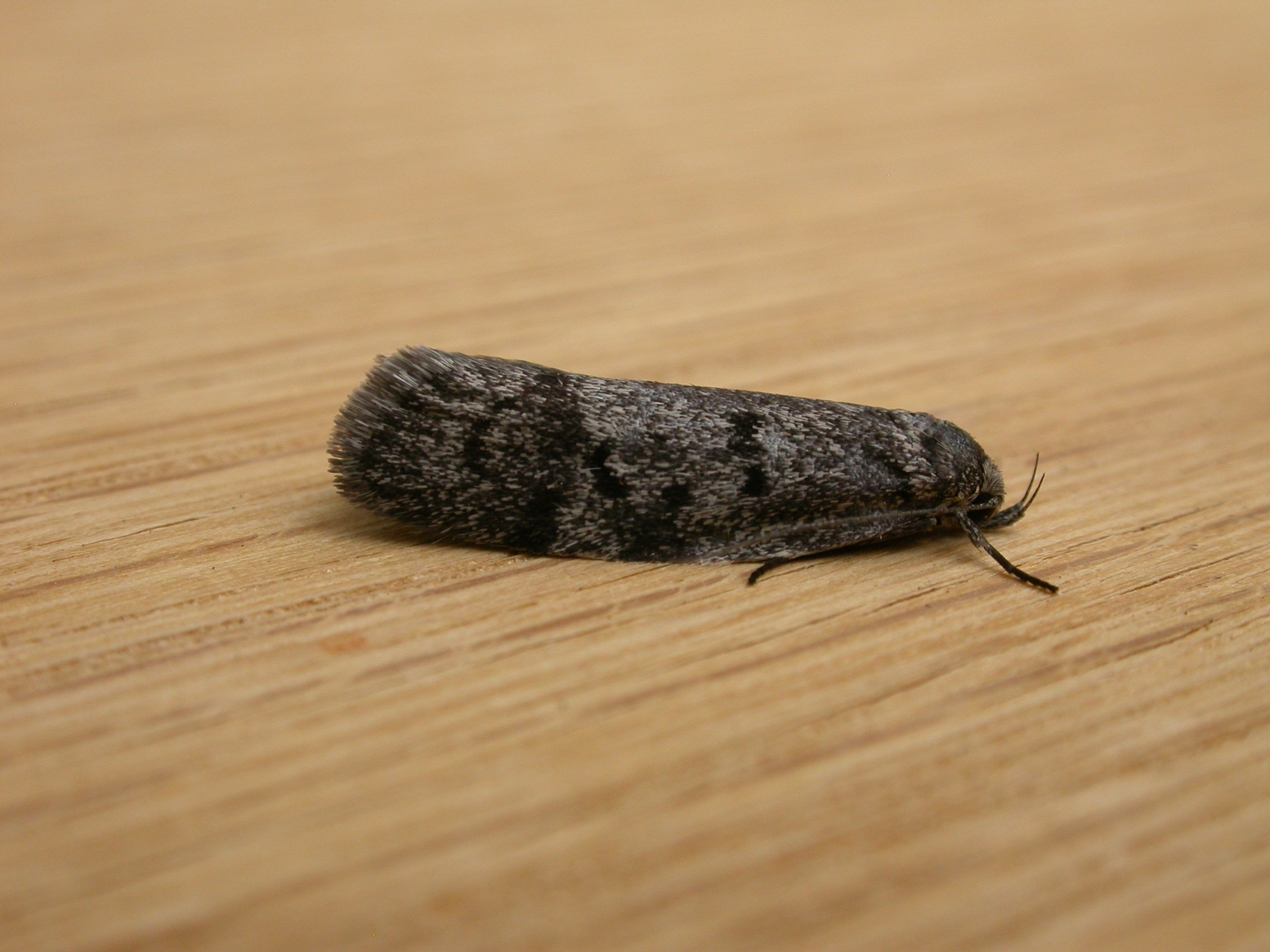